# بلیسدورف
بلیسدورف (به آلمانی: Bliesdorf) یک شهر در آلمان است که در مرکیش-اودرلند واقع شده‌است. بلیسدورف ۹۹۲ نفر جمعیت دارد.